# Trigger Hippie
Trigger Hippie è un brano musicale del gruppo britannico Morcheeba, estratto nel 1996 come primo singolo del loro primo album Who Can You Trust?.

## Tracce
1. Trigger Hippie - 5:31

- Japanese bonus track

1. Trigger Hippie (Newcheeba Mix) – 4:01

## Charts
| Classifica (1996) | Posizione più alta |
| ----------------- | ------------------ |
| Regno Unito       | 40                 |